# Station New Brighton
New Brighton is een spoorwegstation van National Rail in New Brighton, Wirral in Engeland. Het station is eigendom van Network Rail en wordt beheerd door Merseyrail. 